# Prljavo kazalište
Prljavo kazalište (Umazano gledališče) je zagrebška rock skupina. Nastala je leta 1977 v predmestju Zagreba, delavski četrti Dubrava in sodi med najpopularnejše glasbene skupine na Hrvaškem ter v nekdanji Jugoslaviji.

## Zgodovina

### Začetki
Zasedba Prljavo kazalište je bila ustanovljena leta 1977 v Zagrebu, v delavski četrti Dubrava. Jasenko Houra se je pridružil skupini pod imenom »Ciferšlus«, v kateri so igrali vokalist Davorin Bogović, kitarist Zoran Cvetković – Zok, bas kitarist Ninoslav Hrastek – Nino in bobnar Tihomir Fleš. Ko se je skupini pridružil še Houra, se je skupina preimenovala v »Prljavo kazalište«. Zasedba je dobila ime po eni izmed epizod popularnega stripa Alan Ford. Drugo ime, o katerem je skupina razmišljala, je bilo »Zarazne bolesti«.
V začetku delovanja je bila skupina naravnana v punk, bili so oboževalci skupine The Rolling Stones. Prvi nastop so imeli leta 1978 na koncertu, ki ga je organiziral časopis »Polet«. Na njem so se predstavili kot punk zasedba.

### Kariera

#### Obdobje z Davorinom Bogovićem
Davor Bogović je, kot eden izmed ustanoviteljev Prljavega kazališta, s skupino nastopal od leta 1977 do 1983. V tem času je skupina posnela dva singla in tri studijske albume.
Leta 1978 je skupina sklenila pogodbo z glasbeno založbo Jugoton in še istega leta izdala prvi singl »Televizori«. Singl vsebuje tri skladbe: »Televizori«, »Majka« in »Moje Djetinjstvo«. Producent je bil Vedran Božić, kot avtorji pa so navedeni vsi člani skupine.
Drugi singl »Moj je otac bio u ratu« je skupina izdala leta 1979. Na njem se nahajata skladbi »Moj je otac bio u ratu« in »Noć«. Istega leta je izšel njihov prvi studijski album Prljavo kazalište, ki je bil zaradi angažiranosti tekstov in prozahodne glasbe bojkotiran s strani državnih medijev, prah pa je dvignila tudi skladba "Neki dječaci", ki se ukvarja s homoseksualno tematiko. Producent albuma je bil Ivan Stančić, album pa je izdala založba Suzy. Album je bil leta 1998 uvrščen na 61. mesto lestvice 100 najboljših jugoslovanskih rock in pop albumov v knjigi YU 100: najbolji albumi jugoslovenske rok i pop muzike. Po izdaji albuma je skupino zapustil Zoran Cvetković, nadomestil pa ga je Marijan Brkić.
Leta 1980 je pri založbi Suzy izšel naslednji album Crno bijeli svijet, tudi tokrat je bil producent Ivan Stančić. Album vsebuje nekaj uspešnic, ki jih skupina izvaja še danes: »17 ti je godina tek«, »Zagreb«, »Moderna djevojka«, »Crno bijeli svijet« in »Mi plešemo«. Prodanih je bilo več kot 200.000 izvodov, album pa je bil leta 1998 uvrščen na 36. mesto lestvice 100 najboljših jugoslovanskih rock in pop albumov v knjigi YU 100: najbolji albumi jugoslovenske rok i pop muzike. Po izdaji tega albuma je skupino zapustil Davorin Bogović.
Tretji studijski album Heroj ulice je skupina izdala leta 1981, tudi tega pri založbi Suzy. Vse skladbe je napisal in odpel Jasenko Houra. Album je bil za razliko od prejšnjih dveh, ki sta bila posneta v Studiju CBS v Milanu, posnet v studiu »Ferger« na Švedskem.
Leta 1983 so izdali album Korak od sna, ki je bil rezultat njihovega daljšega dela. Po dveh letih se jim je spet pridružil Davorin Bogović; Korak od sna je bil zadnji album, ki ga je posnel s skupino. Izstopajo skladbe »Sve je lako kad si mlad«, »Korak od sna« in »Dobar vjetar u leđa«, s katero so se poklonili legendarnemuhollywoodskemu filmskemu igralcu Montgomeryju Cliftu.

#### Obdobje z Mladenom Bodalcem
Mladen Bodalec je v albumu Korak od sna skupaj z Zdenko Kovačiček pel spremljevalne vokale, po Bogovićevem odhodu iz skupine leta 1985 pa je postal glavni vokalist. Od leta 1985 pa do danes je s skupino posnel deset studijskih albumov in tri studijske albume.
Leta 1985 je izšel album Zlatne godine. To je prvi album, na katerem je glavni vokal pel Mladen Bodalec in prvi album skupine, ki je izšel pri glasbeni založbi Jugoton. Po njegovi izdaji se je skupini dvignila popularnost v nekdanji Jugoslaviji. Nastopili so na mnogih koncertih, album pa se je prodal v številnih izvodih. Najuspešnejše skladbe z albuma so: »Zlatne godine«, »Ne zovi mama doktora«, »Sladoled« in »Ma kog me Boga za tebe pitaju«, ki je postala ena izmed najuspešnejših balad skupine. To je bilo obdobje, v katerem se je zasedba Prljavo kazalište povzpela v uspešno komercialno in avtorsko zasedbo na hrvaški glasbeni sceni.
Leta 1988 je izšel kontroverzni album Zaustavite Zemlju, ki je ponovno izšel pri založbi Suzy.  Je eden izmed najznačilnejših albumov skupine, ki vsebuje skladbo »Mojoj majci« (»Ruža Hrvatska«), ki jo je Houra napisal po smrti svoje matere. Skladba je zaradi verza »zadnja ruža Hrvatska« postala uspešnica, ki je v tem času vzbudila velik nacionalni naboj. Po izdaji albuma je skupina odšla na turnejo po ZDA, Kanadi, Švici, Nemčiji, Avstraliji, Avstriji, Švedski in drugih evropskih mestih, spremljali so jo oboževalci s hrvaškimi zastavami. V tem času so se razšli s kitaristom Marijanom Brkićem, ki ga je nadomestil Damir Lipošek. Turneja je svoj vrhunec doživela 17. oktobra 1989 na Trgu bana Jelačića (takrat Trg Republike), kjer se je koncerta skupine udeležilo več kot 250.000 ljudi. Ker je število ljudi preseglo vsa pričakovanja, bi moral biti koncert odpovedan. Policija je 20 minut pred začetkom koncerta hotela izklopiti elektriko, vendar zaradi hude gneče tega ni mogla storiti. Do Jasenka Houre je takrat prišel inšpektor in mu dejal, naj pove občinstvu, da koncerta ne bo. Houra mu je takrat samo odvrnil: "Recite im to vi!" Skupina je turnejo zaključila z izdajo albuma v živo Sve je lako kad si mlad - live, ki je leta 1989 izšel pri založbi Suzy in vsebuje posnetke s koncerta v Domu sportova, novembra 1988 in z nastopa na koncertu Zagreb rock Force, decembra 1988.
Leta 1990 so izdali protivojni in s čustvi nabit album Devedeseta, ki je izšel pri založbi Suzy. Producent albuma je bil Mate Došen, spremljevalna vokalista pa sta bila Davorin Bogović in Vesna Došen. Zasedbi se je priključil novi klaviaturist Mladen Roško. Med domovinsko vojno je zasedba koncertirala po tujini, nov studijski album pa je izdala leta 1993.
Album Lupi petama,.... so posneli skupaj z novim klaviaturistom Fedorjem Boićem (nekdanji član zasedbe ITD band). Skupina je z novim albumom obujala spomine na vojno in na mnoge žrtve, posebej s skladbo "Lupi petama i reci evo sve za Hrvatsku". Poleg te skladbe so na albumu izšle še uspešne skladbe "Pet dana ratujem, subotom se zaljubljujem", "Kiše jesenje" in "Uzalud Vam trud svirači", ki so jo posneli skupaj s tamburaško skupino Tena iz Vinkovcev. Album je leta 1994 prejel nagrado Porin za album leta. Turneja skupine je potekala po Severni Ameriki in Evropi, končala pa se je 27. decembra 1994 s koncertom na zagrebški tržnici Dolac, ki se ga je udeležilo več kot 70.000 oboževalcev. Koncert je bil posnet pod imenom Božićni koncert, izdala pa ga je glasbena založba Crno bijeli svijet.
Leta 1996 je skupina izdala studijski album S vremena na vrijeme, ki je izšel pri založbi Croatia Records. Album je bil zmiksan v Londonu, pri snemanju pa je kot gost sodeloval nekdanji bobnar skupine Simple Minds, Mell Gaynor. Album je leta 1998 prejel nagrado Porin za najboljši rock album. Za 20. obletnico svoje ustanovitve je skupina izvedla koncert v Koncertni dvorani Vatroslava Lisinskega, kjer so sodelovali simfonični orkester in številni glasbeni gostje s hrvaške glasbene scene. Koncert je bil posnet in izdan pod imenom 20 godina.
Album Dani ponosa i slave je izšel leta 1998 pri založbi Croatia Records. Dani ponosa i slave govori o starih ljubeznih, pretekli mladosti in odraščanju. Album je leta 1999 prejel nagrado Porin za najboljši rock album. Po izdaji albuma se je skupina za določen čas umaknila s hrvaške glasbene scene. Leta 2001 je skupina izdala box set s štirimi zgoščenkami pod imenom Sve je lako kad si mlad '77-'99, na katerem se nahaja zgodovina zasedbe in njihove dotedanje uspešnice. V tem času sta skupino zapustila Damir Lipošek in Fedor Boić, nadomestila pa sta ju Zlatko Bebek in Jurica Leikauff.
21. junija 2003 je skupina izdala album Radio Dubrava, ki je izšel pri glasbeni založbi Dallas Records. Naslovna skladba »Previše suza u mom pivu« je postala velik hit, skupina pa se je zatem odpravila na zelo uspešno turnejo.
Leta 2004 so izvedli turnejo skupaj s hrvaškim glasbenikom Miroslavom Škorjem in jo zaključili s koncertom v zagrebškem Domu sportova, na katerem je Houra najavil izid novega albuma.
11. novembra 2005 so pri založbi Dallas Records izdali album Moj dom je Hrvatska. Tematika skladb je predvsem socialna, variirajo od rock skladb pa do ljubezenskih balad. Naslovna skladba albuma je bila predvajana v reklami za svetovno prvenstvo v nogometu 2006.
Trinajsti album je izšel oktobra 2008 pod imenom Tajno ime pri založbi Croatia Records. Skladbe zaznamujeta trd kitarski zvok in besedila o ljubezni in nostalgiji 80. let dvajsetega stoletja. Album je izšel na zgoščenki, dosegljiv pa je tudi na dvojni LP plošči.
V začetku leta 2009 so izvedli spektakularni koncert ob 30. letnici svojega delovanja in ob otvoritvi zagrebške Arene. Udeležilo se ga je več kot 20.000 ljudi. Istega leta so izdali dvojno zgoščenko in DVD XXX godina.
Leta 2010 je izšel singl "Možda dogodine", s katerim je skupina najavila nov studijski album. Kmalu je izšel še en singl "Iza mojih prozora". 2012 je nato izšel album Možda dogodine. S tem albumom so se vrnili k svojemu staremu zvoku iz devetdesetih let.

## Kronologija dogodkov
- 1978: skupina posname svoj prvi maxi singl "Televizori/Majka/Moje djetinjstvo". Sledijo prvi nastopi in formiranje hrvaške scene novega vala;

- 1979: skupina izda prvi studijski album Prljavo kazalište, ki je po mnenju kritikov najboljši debitantski album v zgodovini hrvaškega rocka;

- 1980: izide najbolje prodajani album skupine Crno bijeli svijet. Prodanih je več kot 200.000 izvodov;

- 1981: izide album Heroj ulice, ki je morda najzrelejši album skupine; vse skladbe napiše in odpoje Jasenko Houra. Album je, za razliko od prejšnjih dveh, ki sta bila posneta v Studiju CBS v Milanu, posnet v studiu »Ferger« na Švedskem;

- 1983: po dveletnenm premoru skupina izda album Korak od sna, ki je zadnji album, na katerem poje Davorin Bogović;

- 1985: izide album Zlatne godine. V tem času skupina postane komercialni in avtorski fenomen hrvaške glasbene scene. Zlatne godine je prvi album skupine, na katerem poje Mladen Bodalec;

- 1988: izide kontroverzni album Zaustavite Zemlju;

- 1989: 17. oktobra skupina nastopi na takratnem Trgu Republike (danes Trg bana Jelačića) pred več kot 250.000 oboževalci;

- 1990: izide album Devedeseta z nekaterimi največjimi hiti skupine, kot so "Pisma ljubavna", "Na Badnje veče" in "Oprostio mi bog, mogla bi i ti";

- 1993: skupina izda album Lupi petama,.... z vojno tematiko;

- 1995: turneja po Avstraliji, Nemčiji, Švici in Sloveniji, ki se zaključi 27. decembra 1994 s koncertom na zagrebški tržnici Dolac;

- 1996: izide album S vremena na vrijeme. Prodanih je več kot 50.000 izvodov, promocijskega koncerta se udeleži več kot 120.000 ljudi;

- 1997: za 20. obletnico ustanovitve skupine skupina izvede koncert v Koncertni dvorani Vatroslava Lisinskega, na katerem sodeluje simfonični orkester in številni glasbeni gostje s hrvaške glasbene scene;

- 1998: izide album Dani ponosa i slave;

- 2003: izide album Radio Dubrava, ki označuje vrnitev skupine k svojemu značilnemu stilu in zvoku;

- 2005: izide studijski album Moj dom je Hrvatska, ki prejme pohvale tako s strani poslušalcev kot s strani kritikov. Refren istoimenske skladbe je uporabljen v reklami za Svetovno prvenstvo v nogometu 2006

- 2008: v začetku novembra izide dvojni studijski album Tajno ime;

- 2009: v začetku januarja izide kompilacijski album Best of - live. Istega leta skupina praznuje 30. obletnico svojega delovanja na veličastnem koncertu 17. januarja v zagrebški Areni. Na koncertu nastopita tudi nekdanja člana skupine Davorin Bogović in Marijan Brkić. Posnetek koncerta izda Croatia Records pod imenom XXX godina;

- 2012: izide album Možda dogodine;

## Člani

### Trenutni člani
- Jasenko Houra - Jajo – kitara, vokal (1977–danes)
- Mladen Bodalec - Mac – solo vokal (1985–danes)
- Tihomir Fileš - Filko – bobni (1977–danes)
- Jurica Leikauff – klaviature (2001–danes)
- Damir Lipošek - Kex – solo kitara (1989–2001, 2013–danes)
- Marko Karačić – bas kitara (2018–danes)
- Ivica Premelč - Ywek – saksofon (2014–danes)

### Nekdanji člani
- Zoran Cvetković - Zok – solo kitara (1977–1979)
- Davorin Bogović – solo vokal (1977–1981, 1983–1985)
- Mladen Roško – Roki – klaviature (1989–1990)
- Marijan Brkić – Brk – solo kitara (1979–1989)
- Mario Zidar – solo kitara (2008–2013)
- Fedor Boić – Feđo – klaviature (1993–2001)
- Ninoslav Hrastek – Nino – bas kitara (1977–2006)
- Zlatko Bebek – Beba – solo kitara (2001–2006)
- Dubravko Vorih - Dudo – bas kitara (2008–2018)

## Diskografija
| - Prljavo kazalište (1979) - Crno bijeli svijet (1980) - Heroj ulice (1981) - Korak od sna (1983) - Zlatne godine (1985) - Zaustavite Zemlju (1988) - Devedeseta (1990) - Lupi petama,.... (1993) - S vremena na vrijeme (1996) - Dani ponosa i slave (1998) - Radio Dubrava (2003) - Moj dom je Hrvatska (2005) - Tajno ime (2008) - Možda dogodine (2012) - Sve je lako kad si mlad - live (1989) - Zabranjeni koncert (1994) - Božićni koncert (1995) - 20 godina (1997) - Best of - live (2009) - XXX godina (2009) - Prljavci live in Arena Pula (2014) | - Najveći hitovi (1994) - Best of Prljavo kazalište (1997) - Balade (1998) - Hitovi (1998) - Sve je lako kad si mlad '77-'99 (2001) - Best of - live (2009) - Voljenom gradu (1989) - Koncert u HNK (1993) - Božićni koncert (1995) - Na trgu (2003) - Best of - live (2009) - XXX godina (2009) - "Televizori" (1978) - "Moj je otac bio u ratu" (1979) - "Crno bijeli svijet" (1980) - "Ne zovi mama doktora" (1985) - "Moja djevojka je otišla u Armiju" (1986) - "... Mojoj majci" (1989) - "Dođi sada, Gospode" (1996) - "Tajno ime" (2008) - "Iza mojih prozora" (2011) - "Tamni slapovi" (2014) |